# Forces martiniquaises de progrès
Pour les articles homonymes, voir FMP.
 (mars 2009).
Si vous disposez d'ouvrages ou d'articles de référence ou si vous connaissez des sites web de qualité traitant du thème abordé ici, merci de compléter l'article en donnant les références utiles à sa vérifiabilité et en les liant à la section « Notes et références ».
Les Forces martiniquaises de progrès (FMP) sont un parti politique locale de droite conservatrice dont l'assemblée générale constitutive s'est tenue le 26 août 1998.

## Présentation
Organisation
Le président des FMP est depuis le 4 mai 2008, André Lesueur, maire de Rivière-Salée et ancien conseiller régional. Le secrétaire-général des FMP est Miguel Laventure, conseiller municipal de Fort-de-France et ancien conseiller régional.
L'objectif de l'association est de réunir tous les martiniquais adhérant aux mêmes valeurs républicaines de Liberté, de Solidarité, de Responsabilité et de Démocratie partageant le même attachement à la Martinique et à la France, assumant donc résolument leur situation de martiniquais, en même temps que pleinement français et déterminés en conséquence à vivre, à tous égards, leur qualité de martiniquais français et donc européens appartenant à l'espace caribéen, avec tous les droits et atouts qui en résultent.
Les FMP sont favorables à une évolution institutionnelle dans le cadre l'Article 73 de la constitution française. Ils ont appelé à voter "oui" le 24 janvier 2010 pour la fusion du conseil régional et conseil général en une collectivité unique régie par l'article 73 de la constitution.
Résultats électoraux et élus
Aux élections régionales de 2004, la liste des FMP conduite par Miguel Laventure réalise au second tour 21 227 voix soit 15,24 % des suffrages. Les FMP obtiennent 4 sièges au conseil régional de la Martinique.
Aux élections régionales des 14 et 21 mars 2010, la liste UMP/FMP/MLP "Rassembler la Martinique" conduite par André Lesueur réalise au second tour 17 173 voix soit 10,63 % des suffrages. La liste obtient 3 sièges au conseil régional dont 2 sont des élus FMP, André Lesueur et Miguel Laventure.
Les FMP comptaient 3 conseillers généraux (Éric Hayot, Sylvia Saïthsoothane et André Charpentier, président de la commission « éducation et TIC »), 2 conseillers régionaux (Miguel Laventure, 12e vice-président du conseil régional, et André Lesueur), jusqu'à la création de la collectivité territoriale de Martinique, et 3 maires (André Lesueur, Éric Hayot et André Charpentier).
Aux élections municipales de 2014, seul André Lesueur est réélu, Éric Hayot étant battu par l'UMP Fred-Michel Tirault et André Charpentier ne représentant pas.
Aux élections territoriales de 2015, la liste LR - MoDem - FMP conduite par Yan Monplaisir réalise au premier tour 17 272 voix soit 14,32 % des suffrages. Au second tour, elle fusionne avec celle d'Alfred Marie-Jeanne et obtient 3 sièges.
Lors de l'élection présidentielle de 2017, le mouvement soutient la candidature de François Fillon (Les Républicains).